# Георгиос Чолакоглу
Георгиос Чолакоглу е гръцки военен и политик от периода на участието на Гърция във Втората световна война.
Георгиос Чолакоглу излиза на световната военна и политическа сцена в началото на март 1941 г. непосредствено преди началото на операция Марита.
В началото на март 1941 г. главнокомандващият армията на Гърция Александрос Папагос, като убеден англофил, уволнява командващите на двата корпуса "Епир", понеже те се изказват за прекратяване на итало-гръцката война. Дивизионният генерал на втори епирски корпус Георгиос Чолакоглу е повишен в корпусен такъв. На 12 април 1941 г. в хода на операция Марита германският консул в Солун предава на посланика в Атина, че е получил от полковник Петинис предложение за спиране на военните действия в случай на германо-гръцки преговори за мир за разрешаване на териториалните въпроси без италианско участие. Полковник Петинис е пратеник на генерал-лейтенант Чолакоглу, който е близък на бившия корпусен командир Маркос Дракос. Предложението е докладвано на Рибентроп, но той се разпорежда да се прекратят всякакви такива контакти.
На 18 април 1941 г. командващите епирските корпуси гръцки генерали с Чолакоглу – Йоанис Пицикас, Георгиос Бакос и Панайотис Деместикас, изпращат улитматум до гръцкото правителство и главнокомандващия Папагос, че единственият път за спасение е незабавни преговори с Нацистка Германия, защото противното значи позорен италиански плен, анархия и национална дезинтеграция. Четиримата обсъждат план за създаването на независимо правителство в Янина с митрополита на града и епархията Спиридон Влахос, защото последният се опасява от италиански репресии и разрушаване на града. Гръцките епирски генерали издигат за евентуален премиер Чолакоглу. Постфактум се оказва, че Папагос тайно е подкрепял и донякъде инициирал улитиматума, а вечерта на 18 април 1941 г. се самоубива Александрос Коризис.
На 20 април 1941 г., рожденият ден на фюрера, в село Водоноси Янинско, Чолакоглу подписва с командира на 1-ва СС дивизия Лайбщандарт СС Адолф Хитлер Зеп Дитрих – примирие. Фелдмаршал Лист не одобрява примирието и на следващия ден, 21 април, в Лариса Чолакоглу подписва капитулация с Ханс фон Грайфенберг, началник-щаб на 12-а армия (Вермахт). Същият ден, 21 април, във Виена се провежда среща на Рибентроп с Чано, като на последния спешно телефонира Мусолини. Мусолини нарежда на Чано в спешен порядък да осигури гръцката капитулация пред Италия, като в противен случай заплашва разтрогване на съюза с Третия Райх, тъй като италианците се били сражавали шест месеца, ангажирайки половин милионна армия с 63 хил. жертви.
На 22 април в 18.20 часа, след първоначален отказ на Чолакоглу да подпише капитулация пред италианската армия, след германски натиск с ултиматум изпраща парламентьори при италианците, които в 21 часа се представят пред командващия 11-а италианска армия Карло Джелозо. На 23 април в 14.45 часа в Солун Чолакоглу, Алфред Йодъл и Алберто Фереро подписват третия и окончателен вариант на гръцката капитулация във Втората световна война с който се прекратяват бойните действия между Гърция от една страна и Оста като цяло.
След капитулацията Чолакоглу се самопредлага и получава одобрението на Рибентроп и Хитлер да бъде министър-председател на окупирана Гърция, какъвто е считано от 30 април 1941 г. След края на битката за Крит в Гърция настроенията са колаборционистки и Чолакоглу е изразител именно на тази вътрешнополитическа тенденция. Георгиос Чолакоглу е министър-председател на окупирана Гърция до 2 декември 1942 г. 
След края на Втората световна война Чолакоглу е съден на смърт, но е помилван и присъдата му е заменена с доживотен затвор. Умира от левкемия в Атина на 22 май 1948 г.